# 新疆生产建设兵团第四师六十二团
新疆生产建设兵团第四师六十二团是中华人民共和国新疆生产建设兵团第四师下辖的一个团。

## 行政区划
新疆生产建设兵团第四师六十二团下辖以下单位：
团部、一连、三连、四连、五连、六连、七连、八连、九连、十连、十一连、十二连和园林一连。